# Wiprecht van Groitzsch
Wiprecht II van Groitzsch (1050 - Pegau, 1124) was een zoon van graaf Wiprecht I uit het huis van de graven van Arneburg en Sigena van Leinungen.
Als pleegzoon van markgraaf Lotharius Udo II van Stade-Noordmark, verwierf hij Groitzsch. Hij steunde keizer Hendrik IV in Italië en verkreeg van hem de koningskroon voor zijn schoonvader, Vratislav II van Bohemen, en verder de gebieden Colditz, Leisnig en Dornburg en werd burggraaf van Maagdenburg.
Als voormalige aanhanger van keizer Hendrik V, koos hij nadien partij voor keizer Lotharius III en werd gevangengenomen en ter dood veroordeeld (echter niet uitgevoerd). Nadien verzoende hij zich met de keizer en, na het overlijden van markgraaf Hendrik II in 1123, werd hij beleend met het markgraafschap Meißen en met Neder-Lausitz, tegen Koenraad van Wettin in.
Na zijn dood in 1124 werd Herman II van Winzenburg markgraaf.
Hij huwde met :
- Judith van Bohemen (-1108), dochter van Vratislav II van Bohemen, in 1086
- Cunigonde van Orlamünde, dochter (of weduwe) van markgraaf Otto I van Weimar-Orlamünde, in 1110,

en werd vader van:
- Wiprecht III (-1116)
- Hendrik (-1135), burggraaf van Maagdenburg
- Bertha (-1144), gehuwd met graaf Dedi IV van Wettin.